# Condado de Montgomery (Iowa)
O Condado de Montgomery é um dos 99 condados do estado estado-unidense de Iowa. A sede do condado é Red Oak, que é também a sua maior cidade. O condado tem uma área de 1100 km² (dos quais 2 km² estão cobertos por água), uma população de 11 771 habitantes, e uma densidade populacional de 11 hab/km² (segundo o censo nacional de 2000). O condado foi fundado em 1851 e recebeu o seu nome em honra do general Richard Montgomery, militar que participou na Guerra de Independência dos Estados Unidos.